# Distretto di Karongi
Il distretto di Karongi è un distretto (akarere) del Ruanda, parte della Provincia Occidentale, con capoluogo Rubengera.
Il distretto si compone di 13 settori (imirenge):
- Bwishyura
- Gishari
- Gishyita
- Gitesi
- Mubuga
- Murambi
- Murundi
- Mutuntu
- Rubengera
- Rugabano
- Ruganda
- Rwankuba
- Twumba